# Розова, Анастасия Сергеевна
Анастасия Сергеевна Розова (в девичестве Алексеева) (род. 29 апреля 1995, Ульяновск, Россия) — российская профессиональная баскетболистка, играющая на позиции лёгкого форварда. Кандидат в мастера спорта.

## Карьера
Баскетболом начала заниматься в Ульяновске (первый тренер — Анатолий Андреевич Исаев), затем училась в детско-юношеской школе олимпийского резерва № 4 Иваново. С 2012 по 2015 год выступала за молодёжный и основной состав ивановской «Энергии». В сезоне 2015/2016 Алексеева дебютировала за основной состав команды. В составе ивановского клуба Анастасия играла в Премьер-Лиге и в Кубке Европы ФИБА.
С 2017 по 2020 год выступала за клуб Суперлиги-1 «Нефтяник» (Омск).
Летом 2020 года вернулась в «Энергию». В июне 2022 года баскетболистка, после двух сезонов в стане оранжево-черных, вновь перешла в «Нефтяник», который впервые в своей истории вышел в Премьер-Лигу. По итогам сезона 2023/24 баскетболистка в составе «Руны» победила в Суперлиге. Вместе с командой Розова готовилась к сезону в Премьер-Лиге, однако незадолго до старта столичный клуб снялся с турнира. В октябре 2024 года она вернулась в «Энергию».

## Достижения
- Чемпионка Суперлиги (1): 2023/2024.
- Серебряный призёр Суперлиги 1 (2): 2017/2018, 2024/25.
- Бронзовый призёр Суперлиги 1 (1): 2019/2020.